# Rugby à sept aux Jeux africains de 2023
Les compétitions de rugby à sept aux Jeux africains de 2023 ont lieu du 19 au 21 mars 2024 à Accra, au Ghana. Il s'agit de la première apparition de ce sport dans le programme des Jeux africains,.

## Médaillés
| Épreuves         | Or      | Argent     | Bronze       |
| ---------------- | ------- | ---------- | ------------ |
| Tournoi masculin | Ouganda | Zimbabwe   | Burkina Faso |
| Tournoi féminin  | Ouganda | Madagascar | Tunisie      |

Le Kenya se voit d'abord attribuer la médaille de bronze dans le tournoi masculin ; en juin 2024, après dépose d'une réserve par la Fédération burkinabé auprès de Rugby Afrique, la médaille de bronze est réattribuée au Burkina Faso.

## Tableau des médailles
| Rang  | Nation       | Or | Argent | Bronze | Total |
| ----- | ------------ | -- | ------ | ------ | ----- |
| 1     | Ouganda      | 2  | 0      | 0      | 2     |
| 2     | Madagascar   | 0  | 1      | 0      | 1     |
| 2     | Zimbabwe     | 0  | 1      | 0      | 1     |
| 4     | Burkina Faso | 0  | 0      | 1      | 1     |
| 4     | Tunisie      | 0  | 0      | 1      | 1     |
| Total | Total        | 2  | 2      | 2      | 6     |